# Vương quốc Sicilia
Vương quốc Sicilia (tiếng La Tinh: Regnum Siciliae; tiếng Ý: Regno di Sicilia; tiếng Sicilia: Regnu di Sicilia) là một nhà nước tồn tại ở phía Nam Bán đảo Ý và trong một thời gian bao gồm cả vùng Ifriqiya, được thành lập bởi Roger II của Sicilia vào năm 1130 và tồn tại cho đến năm 1816. Đây là một nhà nước kế thừa của Bá quốc Sicilia, được thành lập vào năm 1071 trong cuộc chinh phục phía Nam bán đảo của người Norman. Hòn đảo được chia thành ba vùng: Val di Mazara, Val Demone và Val di Noto.
Năm 1282, một cuộc nổi dậy chống lại sự cai trị của Angevin, được gọi là Kinh chiều Sicilia, đã lật đổ quyền cai trị của Charles xứ Anjou đối với đảo Sicily. Người Angevin cố gắng duy trì quyền kiểm soát phần đất liền của vương quốc, nơi trở thành một thực thể riêng biệt cũng được đặt tên là Vương quốc Sicily, mặc dù nó thường được gọi là Vương quốc Napoli, theo tên kinh đô của nó. Từ năm 1282 đến 1409, hòn đảo được cai trị bởi Vương quyền Aragon của Tây Ban Nha như một vương quốc độc lập, và sau đó được sáp nhập vĩnh viễn vào Vương quyền. Năm 1816, Vương quốc Sicilia sáp nhập với Vương quốc Napoli để thành lập Vương quốc Hai Sicilia.

## Lịch sử

### Cuộc chinh phục của người Norman
Đến thế kỷ XI, các cường quốc phía Nam Lombard và Byzantine đã thuê lính đánh thuê người Norman, hậu duệ của người Viking ở miền Bắc nước Pháp; chính người Norman dưới sự chỉ huy của Roger I đã chinh phục Sicily, lấy đi nó khỏi tay người Hồi giáo Sicilia. Sau khi chiếm được Apulia và Calabria, Roger chiếm Messina với đội quân 700 hiệp sĩ. Năm 1068, Roger I và người của ông đánh bại quân Hồi giáo tại Misilmeri nhưng trận chiến quan trọng nhất là Cuộc vây hãm Palermo, khiến Sicily hoàn toàn nằm dưới sự kiểm soát của người Norman vào năm 1091.

### Thời kỳ Norman
Vương quốc Sicilie của người Norman được thành lập vào ngày Giáng sinh năm 1130 bởi Roger II của Sicily, với sự đồng ý của Giáo hoàng Innocent II. Roger II đã thống nhất các vùng đất mà ông được thừa kế từ cha mình là Roger I của Sicily. Những khu vực này bao gồm Quần đảo Malta, được chinh phục từ các Tiểu vương quốc Sicily của người Ả Rập; Công quốc Apulia và Bá quốc Sicilia, vốn thuộc về anh họ của ông là William II, Công tước xứ Apulia, cho đến khi William qua đời vào năm 1127; và các chư hầu Norman khác. Roger tuyên bố ủng hộ Giáo hoàng đối lập Anaclêtô II, người đã phong ông làm Vua của Sicily vào ngày Giáng sinh năm 1130.
Năm 1136, đối thủ của Anacletus, Giáo hoàng Innocent II, đã thuyết phục Lothair III của La Mã Thần thánh tấn công Vương quốc Sicily với sự giúp đỡ của Hoàng đế Byzantine là John II Comnenus. Hai đội quân chính, một do Lothair chỉ huy, đội quân còn lại do Heinrich X, Công tước xứ Bayern, xâm chiếm Sicily. Trên sông Tronto, William xứ Loritello đầu hàng Lothair và mở cổng Termoli cho ông ta. Tiếp theo là Bá tước Hugh II xứ Molise. Hai đội quân hợp nhất tại Bari, từ đó vào năm 1137 họ tiếp tục chiến dịch của mình. Roger đề nghị trao Apulia làm thái ấp cho Đế chế La Mã Thần thánh, nhưng Lothair đã từ chối sau khi bị Giáo hoàng Innocent gây áp lực. Cùng lúc đó, quân đội của Lothair nổi dậy.
Lothair, người đã hy vọng chinh phục hoàn toàn Sicily, sau đó đã giao Capua và Apulia từ Vương quốc Sicily cho kẻ thù của Roger. Giáo hoàng Innocent đã phản đối, cho rằng Apulia nằm dưới sự quyền kiểm soát của Giáo hoàng. Lothair quay về hướng Bắc, nhưng chết khi băng qua dãy Alps vào ngày 4 tháng 12 năm 1137. Tại Công đồng Lateranô II vào tháng 4 năm 1139, Giáo hoàng Innocent đã ra vạ tuyệt thông Roger vì duy trì thái độ ly giáo. Vào ngày 22 tháng 3 năm 1139, tại Galluccio, con trai của Roger là Roger III, Công tước xứ Apulia, phục kích quân Giáo hoàng cùng với một nghìn hiệp sĩ và bắt giữ Giáo hoàng. Vào ngày 25 tháng 3 năm 1139, Giáo hoàng Innocent buộc phải thừa nhận vương quyền và quyền sở hữu của Roger bằng Hiệp ước Mignano.
Roger đã dành phần lớn thời gian của thập kỷ, bắt đầu bằng lễ đăng quang và kết thúc với Assizes xứ Ariano, ban hành một loạt luật mà Roger dự định tập trung chính phủ. Ông cũng chống lại một số cuộc xâm lược và dập tắt các cuộc nổi dậy của các chư hầu hàng đầu của mình: Grimoald, Thân vương xứ Bari, Robert II xứ Capua, Ranulf xứ Alife, Sergius VII xứ Napoli và những người khác.
Thông qua đô đốc George xứ Antioch, Roger sau đó đã chinh phục vùng ven biển Ifriqiya từ Triều đại Zirid, lấy danh hiệu không chính thức là "Vua châu Africa" và đánh dấu sự thành lập của Vương quốc Norman ở Châu Phi. Đồng thời, hạm đội của Roger cũng tấn công Đế quốc Byzantine, biến Sicily trở thành cường quốc hàng hải hàng đầu ở Địa Trung Hải trong gần một thế kỷ.
Con trai và người kế vị của Roger là William I của Sicily, được biết đến với cái tên "William Kẻ xấu", mặc dù biệt danh của ông chủ yếu bắt nguồn từ việc ông không được các nhà biên niên sử ưa chuộng, những người ủng hộ các cuộc nổi dậy của Nam tước mà William đã đàn áp. Vào giữa những năm 1150, William mất phần lớn tài sản ở châu Phi trước một loạt cuộc nổi dậy của các lãnh chúa địa phương Bắc Phi. Sau đó, vào năm 1160, thành trì Mahdia cuối cùng của người Norman ở Châu Phi đã bị người Almohad chiếm giữ. Triều đại của ông kết thúc trong hòa bình vào năm 1166. Con trai lớn của ông là Roger IV, Công tước xứ Apulia đã bị giết trong các cuộc nổi dậy trước đó, và con trai ông, William II, còn ở tuổi vị thành niên. Cho đến khi kết thúc thời kỳ nhiếp chính của mẹ ông là Margaret xứ Navarre vào năm 1172, tình trạng hỗn loạn trong vương quốc gần như khiến gia đình cầm quyền sụp đổ. Triều đại của William II được nhớ đến như hai thập kỷ hòa bình và thịnh vượng gần như liên tục. Vì điều này nên ông ấy có biệt danh là "Người tốt". Tuy nhiên, ông không có hậu duệ, dẫn đến một cuộc khủng hoảng về quyền kế vị: Vương nữ Constance là dì của ông, người thừa kế ngai vàng duy nhất với tư cách là con gái của Roger II, đã bị giam giữ trong một tu viện với tư cách là một nữ tu từ lâu, cuộc hôn nhân của bà không được cân nhắc do một lời tiên tri rằng "cuộc hôn nhân của cô ấy sẽ phá hủy Sicily". Tuy nhiên, vào năm 1184, cô đã hứa hôn với Henry, con trai cả của Frederick I, Hoàng đế La Mã Thần thánh và Hoàng đế tương lai Henry VI. William chỉ định Constance và Henry là người thừa kế ngai vàng và yêu cầu các quý tộc tuyên thệ, nhưng các quan lại không muốn bị người Đức cai trị nên cái chết của William vào năm 1189 khiến vương quốc suy tàn.
Với sự hỗ trợ của các quan chức, Tancred xứ Lecce đã chiếm được ngai vàng. Cùng năm đó, ông phải đối mặt với cuộc nổi dậy của người anh họ xa Roger xứ Andria, một cựu đối thủ ủng hộ Henry và Constance nhưng bị lừa xử tử vào năm 1190, cũng như cuộc xâm lược của Henry, Vua nước Đức và Thánh La Mã. Hoàng đế từ năm 1191, người thay mặt vợ mình tuyên bố quyền kế vị Vương quốc Sicily. Henry phải rút lui sau khi cuộc tấn công thất bại, Nữ vương Constance bị bắt và chỉ được thả dưới áp lực của Giáo hoàng. Tancred qua đời năm 1194, Constance và Henry thắng thế: vương quốc rơi vào tay Nhà Hohenstaufen vào năm 1194. William III của Sicily, con trai nhỏ của Tancred, bị phế truất, Henry và Constance lên ngôi vua và vương hậu. Thông qua Constance, dòng máu Gia tộc Hauteville được truyền sang Frederick, người trị vì ở Sicily với tên gọi Frederick I.

### Thời kỳ Hohenstaufen
Năm 1197, Frederick tiếp nhận ngai vàng Sicily, và đứa trẻ này cũng sẽ trở thành Hoàng đế La Mã Thần thánh với đế hiệu là Frederick II vào năm 1220, đã ảnh hưởng lớn đến tương lai trước mắt của Sicily. Đối với một vùng đất vốn đã quen với việc tập trung quyền lực vào hoàng gia, tuổi đời còn trẻ của nhà vua đã gây ra khoảng trống quyền lực nghiêm trọng. Chú của ông là Philip xứ Swabia đã chuyển sang bảo đảm quyền thừa kế của Frederick bằng cách bổ nhiệm Markward von Annweiler, Phiên hầu tước xứ Ancona, làm nhiếp chính vào năm 1198. Trong khi đó, Giáo hoàng Innocent III đã tái khẳng định quyền lực của Lãnh địa Giáo hoàng ở Sicily, nhưng công nhận các quyền của Frederick. Giáo hoàng nhận thấy quyền lực của giáo hoàng giảm dần trong thập kỷ tới và không chắc chắn nên ủng hộ bên nào trong nhiều thời điểm.
Tuy nhiên, việc nắm giữ quyền lực của Vương tộc Hohenstaufen không được đảm bảo. Walter III, Bá tước xứ Brienne đã kết hôn với con gái của Tancred, Vua của Sicily. Cô là em gái và là nữ thừa kế của vị vua bị phế truất William III của Sicily. Năm 1201, William quyết định chiếm lấy vương quốc. Năm 1202, đội quân do tể tướng Walter xứ Palearia và Dipold, Bá tước xứ Acerra chỉ huy đã bị Walter III xứ Brienne đánh bại. Markward bị giết, và Frederick rơi vào sự kiểm soát của William xứ Capparone, một đồng minh của Cộng hòa Pisa. Dipold tiếp tục cuộc chiến chống lại Walter trên đất liền cho đến khi người kia qua đời vào năm 1205. Dipold cuối cùng đã giành được Frederick từ Capparone vào năm 1206 và giao anh ta cho sự giám hộ của tể tướng, Walter xứ Palearia. Walter và Dipold sau đó bất hòa, và Dipold chiếm được cung điện hoàng gia, nơi ông bị Walter bao vây và bắt giữ vào năm 1207. Sau một thập kỷ, các cuộc chiến tranh giành quyền nhiếp chính và ngai vàng đã chấm dứt.
Việc cải cách luật bắt đầu với Assizes xứ Ariano vào năm 1140 bởi Roger II của Sicily. Frederick I tiếp tục cuộc cải cách với Assizes của Capua (1220) và ban hành Hiến pháp Melfi (1231, còn được gọi là Liber Augustalis), một bộ luật đáng chú ý cho vương quốc của ông vào thời đó. Hiến pháp Melfi được tạo ra nhằm thiết lập một nhà nước tập trung. Ví dụ, công dân không được phép mang vũ khí hoặc mặc áo giáp ở nơi công cộng trừ khi họ nằm dưới sự chỉ huy của hoàng gia. Kết quả là các cuộc nổi dậy đã giảm bớt. Hiến pháp đã biến Vương quốc Sicily trở thành một chế độ quân chủ tuyệt đối, nhà nước trung ương tập quyền đầu tiên ở châu Âu thoát khỏi chế độ phong kiến; nó cũng đặt ra tiền lệ cho tính ưu việt của luật thành văn. Với những sửa đổi tương đối nhỏ, Liber Augustalis vẫn là nền tảng của luật Sicilia cho đến năm 1819. Trong thời gian này, ông cũng xây dựng Castel del Monte, và vào năm 1224, ông thành lập Đại học Napoli, nay gọi là Đại học Napoli Federico II.
Frederick đã phải đánh bại cuộc xâm lược của Giáo hoàng vào Sicily trong Chiến tranh Chìa khoá (1228–1230). Sau khi ông qua đời, vương quốc được cai trị bởi Conrad IV của Đức. Người thừa kế hợp pháp tiếp theo là Conradin, lúc đó còn quá trẻ để cai trị. Vương tử Manfred xứ Sicily, con trai ngoài giá thú của Frederick, nắm quyền và cai trị vương quốc trong 15 năm trong khi những người thừa kế Vương tộc Hohenstaufen khác cai trị nhiều khu vực khác nhau ở Đức. Sau những cuộc chiến tranh kéo dài chống lại các Lãnh địa Giáo hoàng, Vương quốc đã cố gắng bảo vệ tài sản của mình, nhưng Giáo hoàng tuyên bố Vương quốc đã bị phế truất vì sự không trung thành của người Nhà Hohenstaufen. Với lý do này, Manfred đã đi đến thỏa thuận với Louis IX, Vua nước Pháp. Em trai của vua Louis là Charles xứ Anjou, sẽ trở thành vua của Sicily. Đổi lại, Charles công nhận quyền lãnh đạo của Giáo hoàng trong Vương quốc, trả một phần nợ của Giáo hoàng và đồng ý cống nạp hàng năm cho Lãnh địa Giáo hoàng, dưới tên gọi là Nghi lễ Chinea.
Gia tộc Miossi, một gia đình quý tộc, được Giáo hoàng Innocent IV ủy nhiệm vào năm 1251 để quản lý Vương quốc Sicily. Sự cai trị của người Nhà Hohenstaufen ở Sicily kết thúc sau cuộc xâm lược của Angevin năm 1266 và cái chết của Conradin, người thừa kế nam cuối cùng của Hohenstaufen, vào năm 1268.

### Thời kỳ Angevin

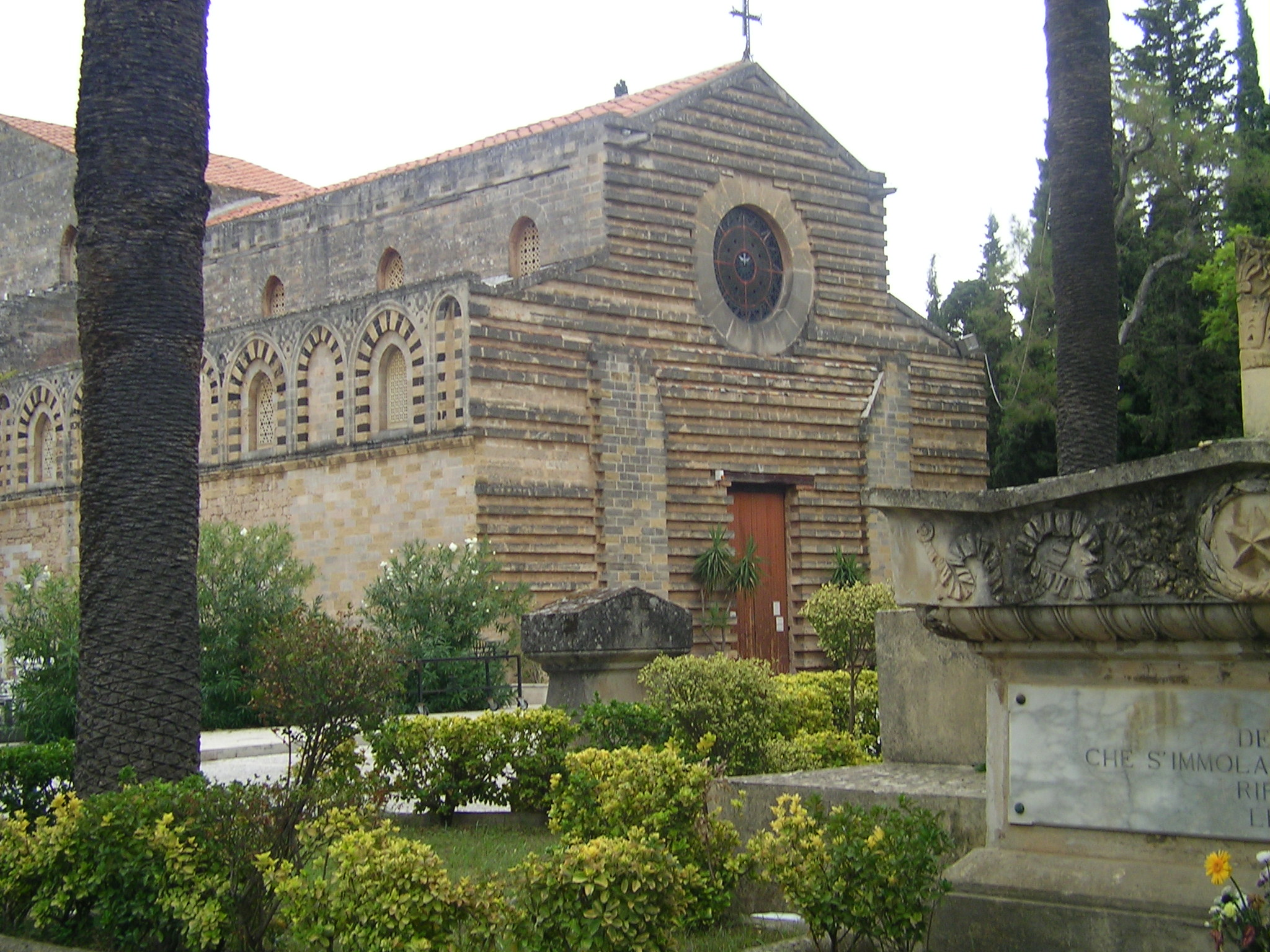
Nhà thờ Chúa Thánh Thần ở Palermo.

Năm 1266, xung đột giữa Nhà Hohenstaufen và Giáo hoàng đã dẫn đến cuộc chinh phục Sicily của Charles I, Công tước xứ Anjou. Với việc Manfred, Vua của Sicily soán ngôi Conradin vào năm 1258, mối quan hệ giữa Giáo hoàng và Hohenstaufen lại thay đổi. Thay vì cậu bé Conradin, được cô lập an toàn bên kia dãy Alps, Giáo hoàng giờ đây phải đối mặt với một nhà lãnh đạo quân sự tài ba, người đã ủng hộ rất nhiều cho chính nghĩa của Ghibelline trong Trận Montaperti năm 1260. Theo đó, khi các cuộc đàm phán với Manfred vào năm 1262, Giáo hoàng Urban IV đã không thành công trong kế hoạch loại bỏ Hohenstaufen khỏi vương quốc và trao lại vương miện cho Charles xứ Anjou. Với sự hỗ trợ của Giáo hoàng và Guelph, Charles tiến vào Bán đảo Ý và đánh bại Manfred trong Trận Benevento năm 1266 và năm 1268 Conradin trong Trận Tagliacozzo.
Sự phản đối chế độ quan chức và thuế khóa của Pháp kết hợp với sự kích động nổi dậy của các mật vụ từ Vương quyền Aragon và Đế quốc Byzantine đã dẫn đến cuộc nổi dậy thành công của Kinh chiều Sicilia, sau đó là lời mời và sự can thiệp của Vua Peter III của Aragon vào năm 1282. Chiến tranh Kinh chiều Sicilia kéo dài cho đến Hòa bình Caltabellotta năm 1302, chia đôi Vương quốc Sicily cũ. Đảo Sicily, được gọi là "Vương quốc Sicily bên ngoài Ngọn hải đăng" hay Vương quốc Trinacria, thuộc về Frederick III của Nhà Barcelona, người đã cai trị nó. Các lãnh thổ bán đảo (Mezzogiorno), đương thời được gọi là Vương quốc Sicily nhưng được học thuật hiện đại gọi là Vương quốc Napoli, thuộc về Charles II của Nhà Anjou, người cũng đã cai trị nó. Vì vậy, hòa bình là sự thừa nhận chính thức về một hiện trạng khó chịu.[18] Sự phân chia trong vương quốc trở thành vĩnh viễn vào năm 1372, với Hiệp ước Villeneuve. Mặc dù vua Aragon có thể chiếm được cả hai vương miện vào thế kỷ XVI, chính quyền của hai nửa Vương quốc Sicily vẫn tách biệt cho đến năm 1816, khi họ được thống nhất với tên gọi Vương quốc Hai Sicilie.

### Sicilia dưới thời Vương quyền Aragon và Tây Ban Nha

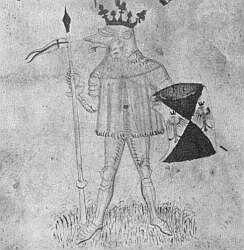
Martin I, Vua của Sicily trong giai đoạn 1390–1409.

Sicily được cai trị như một vương quốc độc lập bởi họ hàng hoặc chi nhánh dưới của nhà Aragon cho đến năm 1409, và từ đó trở thành một phần của Vương quyền Aragon. Vương quốc Napoli được cai trị bởi nhà cai trị Angevin René xứ Anjou cho đến khi hai ngai vàng được thống nhất bởi Alfonso V của Aragon, sau cuộc vây hãm thành công kinh đô Napoli và thất bại của René vào ngày 6 tháng 6 năm 1443.[20] Alfonso của Aragon đã chia cắt hai vương quốc trong thời gian ông cai trị. Ông trao quyền cai trị Napoli cho người con trai ngoài giá thú là Vương tử Ferdinand, người trị vì từ năm 1458 đến 1494, và phần còn lại của Vương quyền Aragon và Sicily được trao cho em trai là John II của Aragon. Từ năm 1494 đến năm 1503, các vị vua kế tiếp của Pháp là Charles VIII và Louis XII, những người thừa kế hợp pháp của nhà Angevin, đã cố gắng chinh phục Napoli (xem Các cuộc chiến tranh Ý) nhưng thất bại. Cuối cùng, Vương quốc Napoli đã được thống nhất với Vương quyền Aragon. Các danh hiệu này được nắm giữ bởi các vị vua Aragon của Vương quyền Aragon và Vương quốc Tây Ban Nha cho đến khi nhánh Tây Ban Nha của Nhà Habsburg kết thúc vào năm 1700.

### Malta dưới thời các Hiệp sĩ

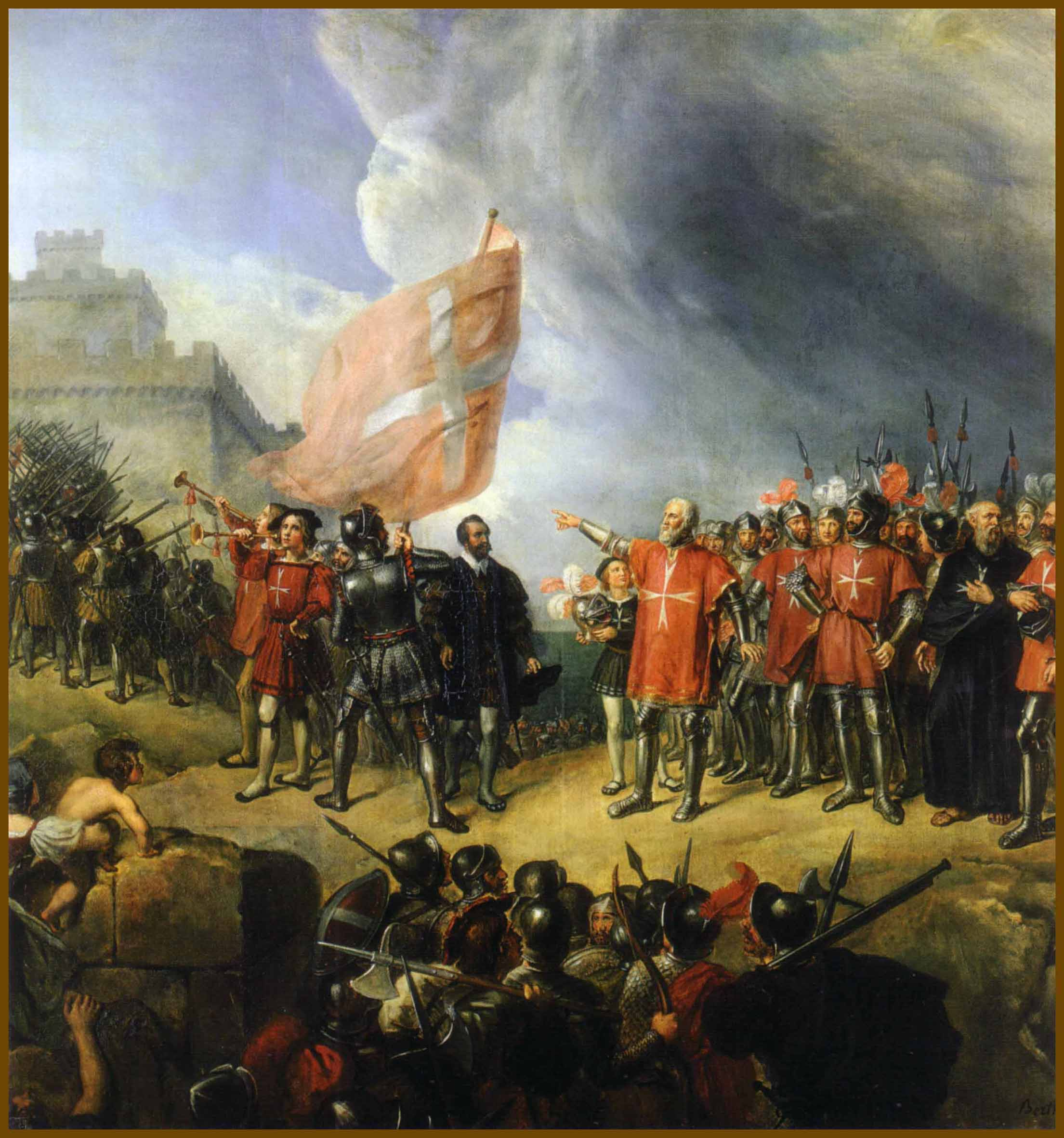
Philippe de Villiers de l'Isle Adam chiếm hữu đảo Malta, ngày 26 tháng 10 năm 1530 bởi René Théodore Berthon

Năm 1530, trong nỗ lực bảo vệ Rome khỏi cuộc xâm lược của người Ottoman từ phía nam, Karl V của Thánh chế La Mã, với tư cách là Charles I của Tây Ban Nha, đã trao Quần đảo Malta và Gozo cho Hiệp sĩ Cứu tế vĩnh viễn, để đổi lấy một khoản cống nạp hàng năm là 2 con chim ưng Malta, mà họ sẽ gửi vào ngày Lễ Các Đẳng cho Phó vương Sicily. Quần đảo Malta đã hình thành một phần của bá quốc, và sau đó là Vương quốc Sicily, kể từ năm 1091. Mối quan hệ phong kiến giữa Malta và Vương quốc Sicily được tiếp tục trong suốt thời kỳ cai trị của các Hiệp sĩ, cho đến khi Pháp chiếm đóng Malta vào năm 1798, dưới thời Đệ Nhất Cộng hòa Pháp.
Sau cuộc nổi dậy của người Malta chống lại người Pháp, Malta nằm dưới sự bảo hộ của Anh cho đến khi trở thành thuộc địa của Anh vào năm 1813. Điều này được chính thức công nhận bởi Hiệp ước Paris năm 1814, đánh dấu sự kết thúc mối quan hệ 700 năm của Malta với Sicily.

### Sau Chiến tranh Kế vị Tây Ban Nha (sự cai trị của Savoy và Habsburg)
Từ năm 1713 đến năm 1720, Vương quốc Sicily được cai trị trong một thời gian ngắn bởi Nhà Savoy, họ đã tiếp nhận nó theo các điều khoản của Hiệp ước Utrecht, chấm dứt Chiến tranh Kế vị Tây Ban Nha. Vương quốc là phần thưởng dành cho người Savoyard, do đó họ từ gia đình quý tộc công tước được nâng lên cấp bậc hoàng gia. Vị vua mới, Victor Amadeus II, đến Sicily vào năm 1713 và ở lại đó một năm trước khi trở về thủ đô đất liền của mình ở Turin, nơi con trai ông là Thân vương xứ Piedmont đang làm nhiếp chính. Ở Tây Ban Nha, kết quả của cuộc chiến chưa thực sự được chấp nhận, và cuối cùng là Chiến tranh của Liên minh bốn bên đã diễn ra. Sicily bị Tây Ban Nha chiếm đóng vào năm 1718. Khi thấy rõ rằng Savoy không có đủ sức mạnh để bảo vệ một đất nước xa xôi như Sicily, Áo đã bước vào và đổi Vương quốc Sardinia của mình lấy Sicily. Victor Amadeus phản đối cuộc trao đổi này, vì Sicily là một quốc gia giàu có với hơn một triệu dân và Sardinia là một quốc gia nghèo với vài trăm nghìn dân, nhưng ông không thể chống lại các "đồng minh" của mình. Tây Ban Nha cuối cùng đã bị đánh bại vào năm 1720 và Hiệp ước La Hay đã phê chuẩn việc chuyển đổi. Sicily thuộc về Vương tộc Habsburg của Áo, người đã cai trị Napoli. Về phần mình, Victor Amadeus tiếp tục phản đối trong ba năm, và chỉ đến năm 1723 mới quyết định công nhận việc trao đổi và ngừng sử dụng tước hiệu hoàng gia Sicilia và các tước hiệu phụ của nó (chẳng hạn như Vua Síp và Jerusalem).

### Hai vương quốc dưới thời Nhà Bourbon của Tây Ban Nha

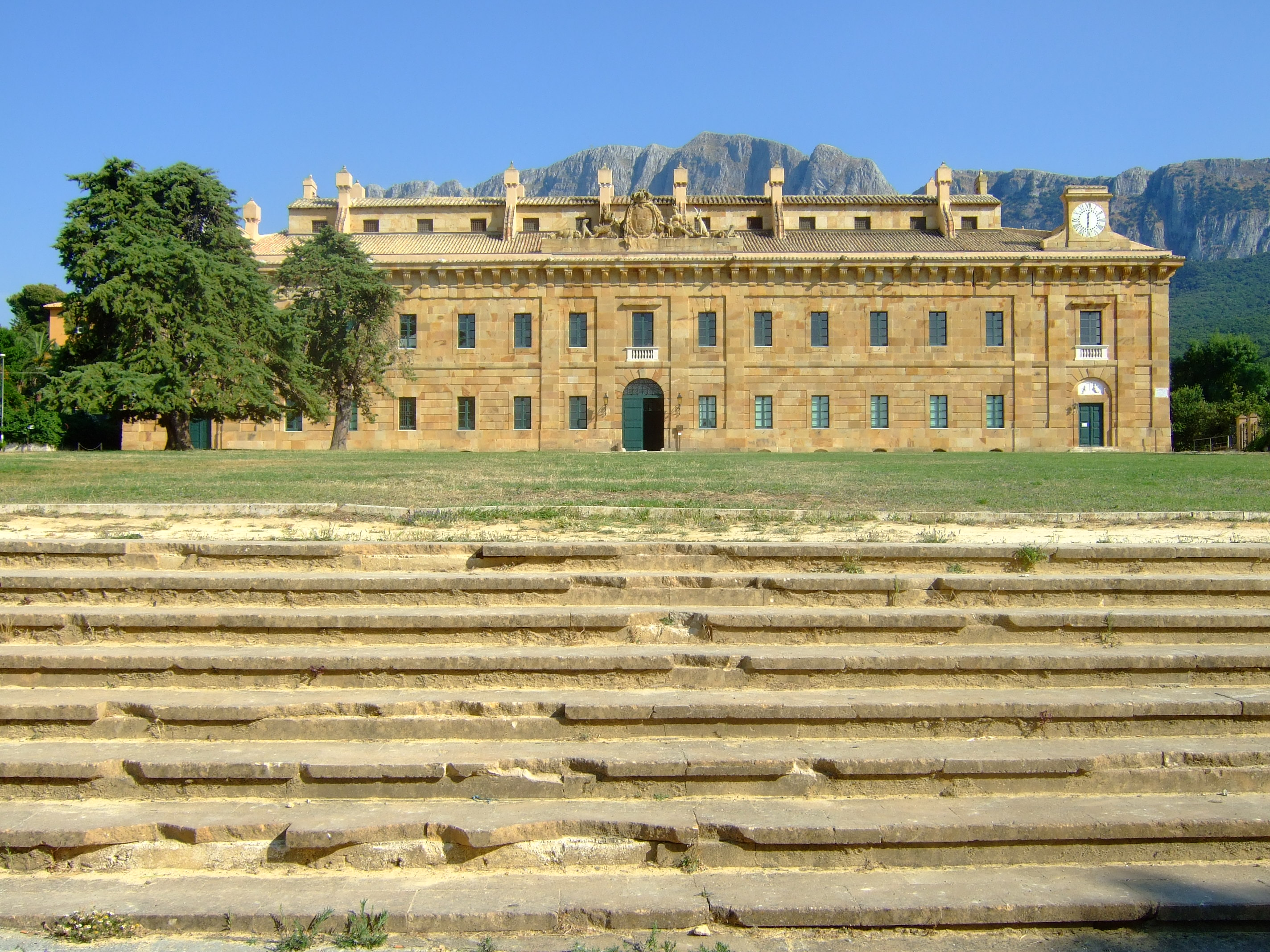
Cung điện hoàng gia Ficuzza

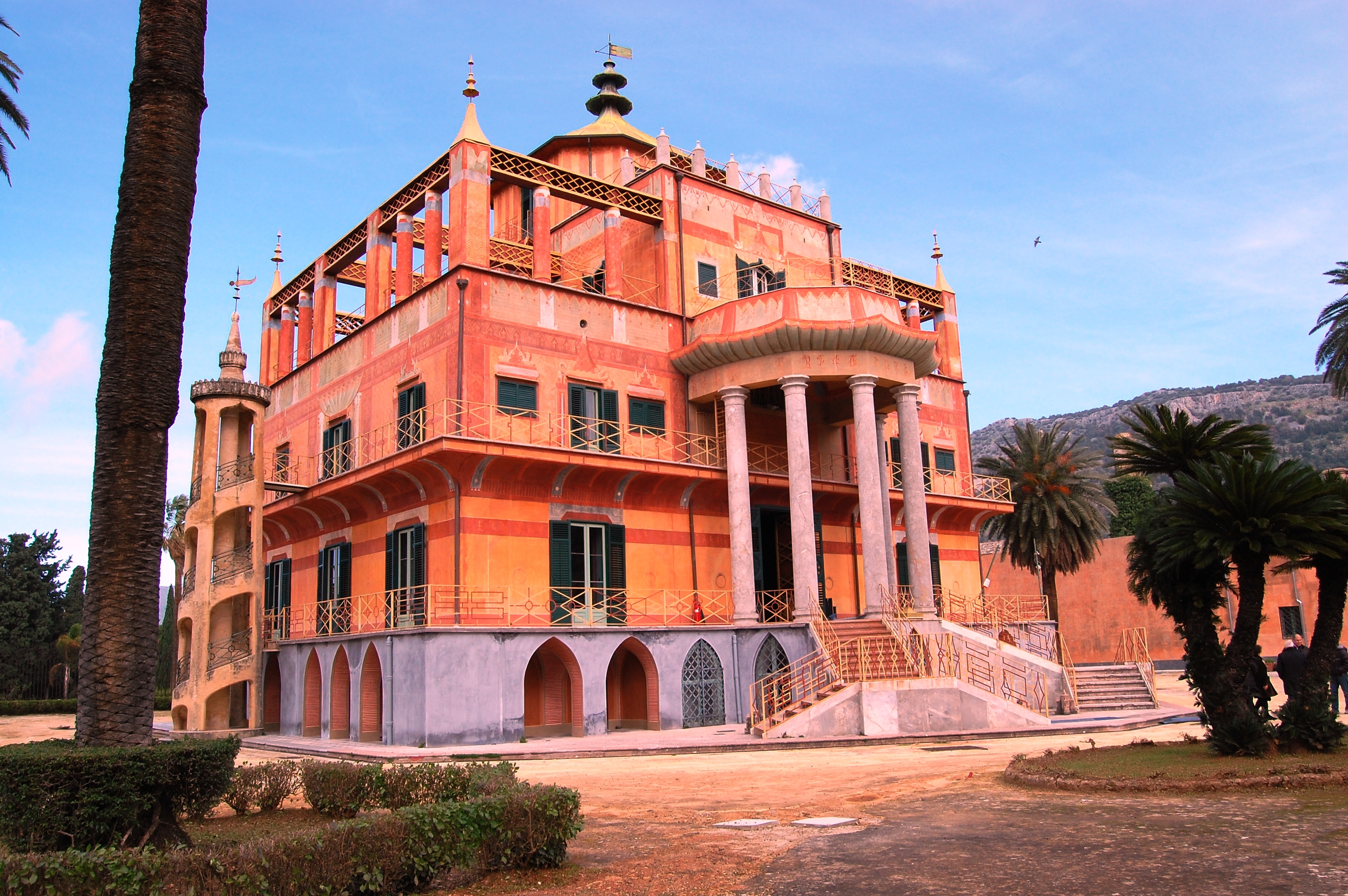
La Palazzina Cinese di Palermo, được xây dựng bởi Ferdinand III của Sicily

Năm 1734, sau hậu quả của Chiến tranh Kế vị Ba Lan, Napoli được tái chiếm bởi Vua Philip V của Tây Ban Nha, một thành viên thuộc Vương tộc Bourbon, người đã phong con trai thứ của ông là Vương tử Charles, Công tước xứ Parma, làm Vua Napoli với vương hiệu Charles VII, bắt đầu thiết lập một chi nhánh Nhà Bourbon ở Bán đảo Ý. Thêm vào tài sản Napoli của mình, ông cũng trở thành Vua của Sicily với vương hiệu Charles V của Sicily vào năm tiếp theo sau khi Áo từ bỏ Sicily và quyền lợi để đổi lấy Công quốc Parma và Đại công quốc Toscana. Sự đổi chủ này đã mở ra một thời kỳ hưng thịnh kinh tế và cải cách chính trị xã hội, với nhiều dự án công cộng và sáng kiến văn hóa được nhà vua trực tiếp khởi động hoặc truyền cảm hứng. Ông vẫn là Vua của Sicily cho đến khi tiếp nhận ngai vàng Tây Ban Nha với vương hiệu là Carlos III của Tây Ban Nha vào năm 1759, Hiệp ước Viên (1738) với Áo cấm liên minh các lãnh thổ của Ý với Vương quyền Tây Ban Nha, có nghĩa là vua của Tây Ban Nha sẽ không được làm vua của 2 vương quốc Sicilie và Napoli dưới hình thức Liên minh cá nhân.
Carlos III thoái vị để nhường ngôi cho Vương tử Ferdinand, con trai thứ ba của ông, người lên ngôi với vương hiệu Ferdinand IV của Napoli và Ferdinand III của Sicily. Vẫn còn là trẻ vị thành niên, Ferdinand lớn lên trong niềm vui và sự nhàn hạ trong khi quyền lực thực sự được nắm giữ một cách an toàn bởi Bernardo Tanucci, chủ tịch hội đồng nhiếp chính. Trong thời kỳ này, hầu hết quá trình cải cách do Carlos khởi xướng đều bị đình trệ, nhà vua hầu như vắng mặt hoặc không quan tâm đến các vấn đề quốc gia cũng như sự lãnh đạo chính trị do Vương hậu Maria Carolina và các thủ tướng Tanucci (cho đến năm 1777) và John Acton chỉ đạo. Sau này đã cố gắng tách Napoli và Sicily khỏi ảnh hưởng của Tây Ban Nha và Áo và đặt chúng gần hơn với Vương quốc Anh, khi đó được đại diện bởi đại sứ William Hamilton. Đây là thời kỳ của Grand Tour, và Sicily với nhiều điểm tham quan tự nhiên và lịch sử đã được nhiều trí thức từ khắp châu Âu đến thăm, những người đã mang đến hòn đảo những làn gió của Thời kỳ Khai sáng và truyền bá danh tiếng về vẻ đẹp của nó vào lục địa.
Năm 1799, Napoléon Bonaparte chinh phục Napoli, buộc vua Ferdinand và triều đình phải chạy trốn đến Sicily dưới sự bảo vệ của hạm đội Anh của Horatio Nelson. Trong khi Napoli được thành lập Cộng hòa Parthenopean với sự hỗ trợ của Đệ Nhất Cộng hòa Pháp và sau đó lại là một vương quốc dưới sự bảo hộ và ảnh hưởng của Pháp, Sicily đã trở thành căn cứ hoạt động của Anh ở Địa Trung Hải trong cuộc đấu tranh lâu dài chống lại Napoléon. Dưới sự hướng dẫn của người Anh, đặc biệt là Lãnh chúa William Bentinck, người chỉ huy quân đội Anh ở Sicily, Sicily đã cố gắng hiện đại hóa bộ máy hiến pháp của mình, buộc Nhà vua phải phê chuẩn Hiến pháp theo mô hình hệ thống của Anh. Hòn đảo này nằm dưới sự chiếm đóng của Anh từ năm 1806 đến năm 1814. Đặc điểm chính của hệ thống mới là một Quốc hội hai viện được thành lập (thay vì ba viện như hiện tại). Sự thành lập Quốc hội đã chấm dứt chế độ phong kiến ở Vương quốc.
Sau thất bại của Napoléon vào năm 1815, Ferdinand đã bãi bỏ mọi cải cách và thậm chí xóa bỏ Vương quốc Sicily khỏi bản đồ (sau lịch sử 800 năm) bằng cách thành lập Vương quốc Hai Sicilie hoàn toàn mới với Napoli là kinh đô vào năm 1816. Người dân Sicily nổi dậy vì nhà vua đã vi phạm các quy chế hàng thế kỷ của nó (mà mọi vị vua, kể cả Ferdinand, đã thề tôn trọng) nhưng đã bị quân Neapoli và Áo đánh bại vào năm 1820. Năm 1848–1849, một cuộc cách mạng giành độc lập khác của Sicily xảy ra, đã bị đánh bại bởi vị vua mới là Ferdinand II của Hai Sicilie, người có biệt danh là Re Bomba sau 5 ngày bắn phá Messina. Sự thù địch ngày càng tăng của người dân và giới tinh hoa Sicily đối với Napoli và triều đại Bourbon đã tạo ra một trạng thái rất không ổn định, chỉ được kiểm soát bởi một nhà nước cảnh sát, các cuộc hành quyết chính trị và những người lưu vong vì ngày càng bị áp bức.

## Xã hội
Trong Vương quốc Sicily của người Norman, cộng đồng địa phương duy trì các đặc quyền của họ. Những người cai trị vương quốc của Nhà Hohenstaufen đã thay thế giới quý tộc địa phương bằng các lãnh chúa từ miền Bắc Bán đảo Ý, dẫn đến các cuộc đụng độ và nổi dậy chống lại giới quý tộc mới ở nhiều thành phố và cộng đồng nông thôn. Những cuộc nổi dậy này dẫn đến sự tàn phá nhiều khu vực nông nghiệp và sự trỗi dậy của chủ nghĩa dân tộc thuộc tầng lớp trung lưu, cuối cùng dẫn đến việc cư dân thành thị trở thành đồng minh của người Aragon. Tình trạng này tiếp tục diễn ra trong thời gian cai trị ngắn ngủi của người Angevins cho đến khi họ bị lật đổ trong Kinh chiều Sicilia. Người Angevin bắt đầu phong kiến đất nước, tăng cường quyền lực của giới quý tộc bằng cách trao cho họ quyền tài phán đối với toà án tối cao.
Đồng thời, chế độ phong kiến của Vương quốc Sicily ngày càng tăng cường, thông qua việc thực thi các mối ràng buộc phong kiến và các mối quan hệ giữa các thần dân của nó. Vụ phun trào núi lửa Etna năm 1669 đã phá hủy Catania. Năm 1693, 5% dân số Vương quốc thiệt mạng vì động đất. Trong thời kỳ đó, cũng có những đợt bùng phát bệnh dịch hạch. Thế kỷ 17 và 18 là thời kỳ suy tàn của vương quốc. Tham nhũng phổ biến ở tầng lớp thượng lưu và trung lưu trong xã hội. Sự tham nhũng tràn lan và sự ngược đãi của các lãnh chúa phong kiến đối với tầng lớp thấp hơn đã dẫn đến việc thành lập các nhóm cướp, tấn công giới quý tộc và phá hủy thái ấp của họ. Những nhóm này, tự gọi mình là "mafia", là nền tảng của Mafia Sicilia hiện đại. Sự leo thang của các cuộc nổi dậy chống lại chế độ quân chủ cuối cùng đã dẫn đến sự thống nhất với Ý.
Vương quốc có Nghị viện từ năm 1097, tiếp tục tồn tại trong suốt lịch sử của vương quốc cho đến Hiến pháp Sicilia năm 1812.

## Nhân khẩu học
Dưới thời trị vì của Frederick II (1198-1250), vương quốc có dân số khoảng 2,5 triệu người. Trong thời kỳ cai trị của Nhà Hohenstaufen, Vương quốc có 3 thị trấn với dân số mỗi thị trấn hơn 20.000 người. Sau khi mất các tỉnh phía Bắc vào năm 1282 trong Kinh chiều Sicilia và một số thảm họa thiên nhiên như vụ phun trào Etna năm 1669, dân số của Vương quốc Sicily đã giảm. In 1803, the population of the Kingdom was 1,656,000. Năm 1803, dân số của Vương quốc là 1.656.000.[28] Các thành phố chính của Vương quốc vào thời điểm đó là Palermo, Catania, Messina, Modica, Siracusa.
| Đơn vị           | Dân số    |
| ---------------- | --------- |
| Val di Mazzara   | 643,000   |
| Val di Demona    | 521,000   |
| Val di Noto      | 459,000   |
| Lipari Islands   | 18,000    |
| Aegadian Islands | 12,000    |
| Đảo Pantelleria  | 3,000     |
| Tổng dân số      | 1,656,000 |

| Thành phố | Dân số  |
| --------- | ------- |
| Palermo   | 120,000 |
| Catania   | 40,000  |
| Messina   | 36,000  |
| Modica    | 23,500  |
| Siracusa  | 17,000  |

## Kinh tế
Độ phì nhiêu cao của đất đai đã khiến các vị vua Norman đưa những người định cư từ các vùng lân cận hoặc tái định cư nông dân đến những khu vực có nhiều đất canh tác. Điều này dẫn đến sự gia tăng trong sản xuất nông nghiệp. Nguồn tài sản chính của Vương quốc Sicily vào thời điểm đó là các thành phố biển, quan trọng nhất trong số đó là các thành phố cảng cổ Napoli và đô thị Amalfi lân cận, từ đó các sản phẩm địa phương được xuất khẩu. Mặt hàng xuất khẩu chính là lúa mì cứng, cùng với các mặt hàng xuất khẩu khác bao gồm các loại hạt, gỗ, dầu, thịt xông khói, pho mát, lông thú, da sống, cây gai dầu và vải. Ngũ cốc và các sản phẩm khô khác được đo bằng salme, tương đương với 275,08 lít ở phía Tây Vương quốc và 300,3 lít ở phía Đông. Salma được chia thành 16 tumoli. Một tumoli tương đương với 17.193 lít. Trọng lượng được đo bằng cantari. Một cantaro tương đương với 79,35 kg (174,9 lb) và được chia thành một trăm rottoli. Vải được đo bằng canne. Một canna dài 2,06 mét. Đến cuối thế kỷ XII, Messina đã trở thành một trong những thành phố thương mại hàng đầu của vương quốc.
Dưới thời vương quốc, sản phẩm của Sicily đã đi đến nhiều vùng đất khác nhau. Trong số này có Cộng hòa Genoa, Cộng hòa Pisa, Đế quốc Byzantine và Ai Cập. Trong suốt thế kỷ XII, Sicily đã trở thành nguồn cung cấp nguyên liệu thô quan trọng cho các thành phố phía Bắc Bán đảo Ý như Genoa. Tuy nhiên, qua nhiều thế kỷ, mối quan hệ kinh tế này trở nên ít có lợi hơn đối với Sicily, và một số học giả hiện đại coi mối quan hệ này rõ ràng là mang tính chất bóc lột. Hơn nữa, nhiều học giả tin rằng Sicily đã suy tàn vào Hậu kỳ Trung Cổ, mặc dù họ không đồng ý về thời điểm suy thoái này xảy ra. Clifford Backman lập luận rằng thật sai lầm khi nhìn lịch sử kinh tế của Sicily dưới góc độ nạn nhân hóa, và cho rằng sự suy tàn thực sự bắt đầu vào phần thứ hai của triều đại Frederick III, trái ngược với các học giả trước đó tin rằng sự suy tàn của Sicilia đã bắt đầu trước đó. Trong khi các học giả trước đây cho rằng Sicily cuối thời Trung cổ liên tục suy tàn thì Stephen Epstein lập luận rằng xã hội Sicilia đã trải qua một sự hồi sinh nào đó vào thế kỷ XV.
Nhiều hiệp ước khác nhau với Genoa đã bảo đảm và củng cố sức mạnh thương mại của Sicily.
Chế độ phong kiến của xã hội dưới thời cai trị của Angevin đã làm giảm tài sản và ngân khố của hoàng gia. Sự phụ thuộc của người Angevin vào hoạt động thương mại và tài chính ở miền Bắc Ý của các chủ ngân hàng Florence là những yếu tố chính dẫn đến sự suy thoái của nền kinh tế Vương quốc. Sự suy giảm kinh tế tiếp tục kết hợp với dân số tăng và đô thị hóa đã dẫn đến giảm sản xuất nông nghiệp.
Vào năm 1800, một phần ba số cây trồng hiện có được trồng bằng các phương pháp lạc hậu, khiến vấn đề trở nên trầm trọng hơn. Trong thời kỳ cai trị sau này của Tây Ban Nha, hệ thống thương mại cũng kém hiệu quả so với các thời kỳ trước do thuế xuất khẩu cao và các tập đoàn độc quyền có toàn quyền kiểm soát giá cả.

## Tiền tệ
Các vị vua Norman vào thế kỷ XII đã sử dụng đồng tiền Tarì, loại tiền đã được sử dụng ở Sicily từ năm 913 làm đồng tiền cơ bản. Một tari nặng khoảng 1 gram và nặng 16+1⁄3 carat vàng. Đồng dinar Ả Rập có giá trị 4 tari, và đồng Solidus của Byzantine  có giá trị 6 tari. Ở Sicily, 1 onza tương đương với 30 tari hoặc 5 florin. Một tari trị giá 20 grani. Một grana tương đương với 6 denari. Sau năm 1140, việc lưu hành đồng xu romesina dừng lại và nó được thay thế bằng follaris. 24 follari tương đương với một Miliaresion của Byzantine.
Sau khi đánh bại quân Tunisia vào năm 1231, Vua Frederick I đã đúc đồng augustalis. Nó được đúc với khối lượng 21+1⁄2 carat và nặng 5,28 gam. Năm 1490, triumphi được đúc ở Sicily. Chúng tương đương với đồng ducat của Cộng hòa Venezia. Một triumpho có giá trị 11+1⁄2 aquilae. Một aquila trị giá 20 grani. Trong các giao dịch tari và picchuli chủ yếu được sử dụng.

## Danh sách các vị vua của Vương quốc Sicillia:
Bài chi tiết: Danh sách quân chủ Sicilia
1. Roger I: 1071-1101
2. Simon: 1101-1105
3. Roger II: 1105-1154, xưng làm Vua năm 1130
4. William I: 1154-1166
5. William II: 1166-1189
6. Tancred I: 1189-1194
7. Roger III: 1193
8. William III: 1194
9. Constance: 1194-1198
10. Henry I of Hohenstaufen: 1194-1197
11. Frederick I: 1198-1250
12. Henry II: 1212-1217
13. Conrad I: 1250-1254
14. Conrad II: 1254-1268
15. Manfred: 1258-1266
16. Edmund Crouchback: 1254–1263 (Anh)
17. Charles I of Anjou: 1266-1282
18. Peter I Đại đế: 1282-1285 (Tây Ban Nha)
19. James: 1285-1296
20. Frederick II: 1296-1336
21. Peter II: 1337-1342
22. Louis: 1342-1355
23. Frederick III: 1355-1377
24. Maria: 1377-1401
25. Martin I: 1395-1409
26. Martin II: 1409-1410
27. Ferdinand I: 1412-1416
28. Alfonso: 1416-1458
29. John: 1458-1468
30. Ferdinand II: 1468-1516
31. Charles II: 1516-1554
32. Philip I: 1554-1598
33. Philip II: 1598-1621
34. Philip III: 1621-1665
35. Charles III: 1665-1700
36. Philip IV: 1700-171
37. Victor Amadeus: 1713-1720
38. Charles IV: 1720-1735
39. Charles V: 1735-1759
40. Ferdinand III: 1759-1816